# 蘭芝島 (ソウル特別市)
蘭芝島（ナンジド、난지도）は、ソウル特別市麻浦区上岩洞にある、南側は弘済川、北側は城山川、東側は蘭芝川に囲まれた広さ272万m2の土地である。もともとは漢江の支流にはさまれた、花が多く咲く中州であった。過去には中草島（チュンチョド）、コッソム、オリソム、鴨島（アプト）、門島（ムンド）とも呼ばれた。

## 由来
蘭芝島という地名の由来は、金正浩の大東輿地図の中の京兆五部図には、花が咲く島という意味の「中草島」として記録されている。また李氏朝鮮後期の地理書である択里志は、蘭芝島が人が住みやすい風水条件を持った場所であると記録している。

## 歴史
1970年代後半に周囲に堤防が築かれるまでは、落花生と蜀黍が栽培される漢江沿いの低地であった。また、葦が生い茂り、渡り鳥の楽園ともいわれた。1978年以降、ソウルの公式ごみ埋立地に指定され、大韓民国の産業化の過程で、ソウルの急速な膨張とあいまって15年間に膨大な量の産業廃棄物、建設廃資材、生活ごみなどが集積され、高さ100mほどの巨大な2つの山に変じた
。1993年に収容力の限界に達し、蘭芝島のごみ埋立地は閉鎖され、ソウルのごみは京畿道金浦郡黔丹面 (現・仁川広域市西区) に造成された首都圏埋立地で廃棄されるようになった。

## 生態公園へ
埋立地の閉鎖以後、ソウル特別市は当該地域を生態公園として再生させる計画をたて、ごみの山を覆い、公園の建設に着手した。2012年現在、蘭芝島の埋立地の敷地は2022年までの安定化作業に入っている。汚染水が漢江に流れ込むのを防ぐ厚い防壁がはりめぐらされ、ごみから発生するメタンガスは、近隣のワールドカップ公園とソウルワールドカップ競技場の施設で熱源として用いられている。埋立地に該当する区域は、第1埋立地がノウル公園、第2埋立地がハヌル公園として造成された。

## 参考
1. ↑  “埋立前の蘭芝島、ソウル特別市ワールドカップ公園”. 2012年6月19日閲覧。
2. ↑  “埋立当時の蘭芝島、ソウル特別市ワールドカップ公園”. 2012年6月19日閲覧。